# Combinaison convexe
En géométrie affine, une combinaison convexe de certains points est un barycentre de ces points avec des coefficients tous positifs. L'ensemble des combinaisons convexes de ces points est donc leur enveloppe convexe.

## Définition

Étant donnés trois points dans un plan, le point P est une combinaison convexe des trois points, tandis que Q ne l'est pas (Q est seulement une combinaison barycentrique des trois points).

Soit E un espace affine réel (c'est-à-dire que les scalaires sont les 
nombres réels). Si {\displaystyle n\in \mathbb {N} ^{*}} et {\displaystyle x_{1},\ldots ,x_{n}} sont des points de E, une combinaison convexe des {\displaystyle x_{i}} est un point {\displaystyle p} de la forme
{\displaystyle p=\sum _{i=1}^{n}\lambda _{i}x_{i}~,}
où {\displaystyle \lambda _{1},\ldots ,\lambda _{n}} sont des réels positifs de somme 1.

## Problème du point extrême
Le problème du point extrême consiste à déterminer si un point P0 est ou non une combinaison convexe de points Pi, 1 ≤ i ≤ n. Dobkin et Reiss ont montré que ce problème avait une complexité linéaire, en O(n), dans {\displaystyle \mathbb {R} } et {\displaystyle \mathbb {R} ^{2}}. Megiddo a montré que la complexité était linéaire en dimension finie, dans {\displaystyle \mathbb {R} ^{d}} avec d fini.
La résolution se ramène à savoir s'il existe une droite (dans {\displaystyle \mathbb {R} ^{2}}), un plan (dans {\displaystyle \mathbb {R} ^{3}}) ou un hyperplan (dans {\displaystyle \mathbb {R} ^{d}}, d > 3) passant par P0, tel que tous les points Pi sont du même côté de la droite, du plan ou de l'hyperplan. Cela revient donc au problème de séparation : séparer un ensemble de points par un hyperplan.
Dans le plan, la recherche peut se faire de la manière suivante. On effectue une transformation affine de sorte que P0 ait pour coordonnées (0 ; 0) et P1(0 ; 1) ; de ce fait, la droite de séparation, si elle existe, ne peut pas être l'axe des y. Le point Pi a pour coordonnées (xi, yi).
La droite cherchée passe par P0, l'origine, et a donc pour équation :
y = ax, ce qui s'écrit également si x est non nul y/x = a.
Cette droite délimite deux demi-plans d'équation (y < ax) et (y > ax).
Si P0 n'est pas dans l'enveloppe convexe, alors tous les points sont dans le même demi plan, c'est-à-dire que tous les points doivent être au-dessus de la droite (puisqu'au moins un point, P1, l'est). On doit donc avoir pour tout i
yi > axi
soit
- si xi > 0, alors yi/xi > a ;
- si xi < 0, alors yi/xi < a.

On a donc la condition nécessaire et suffisante pour que a existe, c'est-à-dire pour que P0 soit hors de l'enveloppe convexe :
{\displaystyle \left\{{\begin{aligned}\max\{y_{i}/x_{i}\mid x_{i}<0\}&<\min\{y_{i}/x_{i}\mid x_{i}>0\}\\y_{i}>0&{\text{ si }}x_{i}=0.\end{aligned}}\right.}